# Стіл Джонсон
Стіл Джонсон (англ. Steele Johnson, 16 червня 1996, Індіанаполіс, Індіана, США) — американський стрибун у воду, срібний призер Олімпійських ігор 2016 року.

## Виступи на Олімпіадах
| Олімпіада | Дисципліна                            | Місце |
| --------- | ------------------------------------- | ----- |
| Ріо 2016  | стрибки з 10-метрової вишки           | 13    |
| Ріо 2016  | синхронні стрибки з 10-метрової вишки | 2     |